# Levarsi il cappello

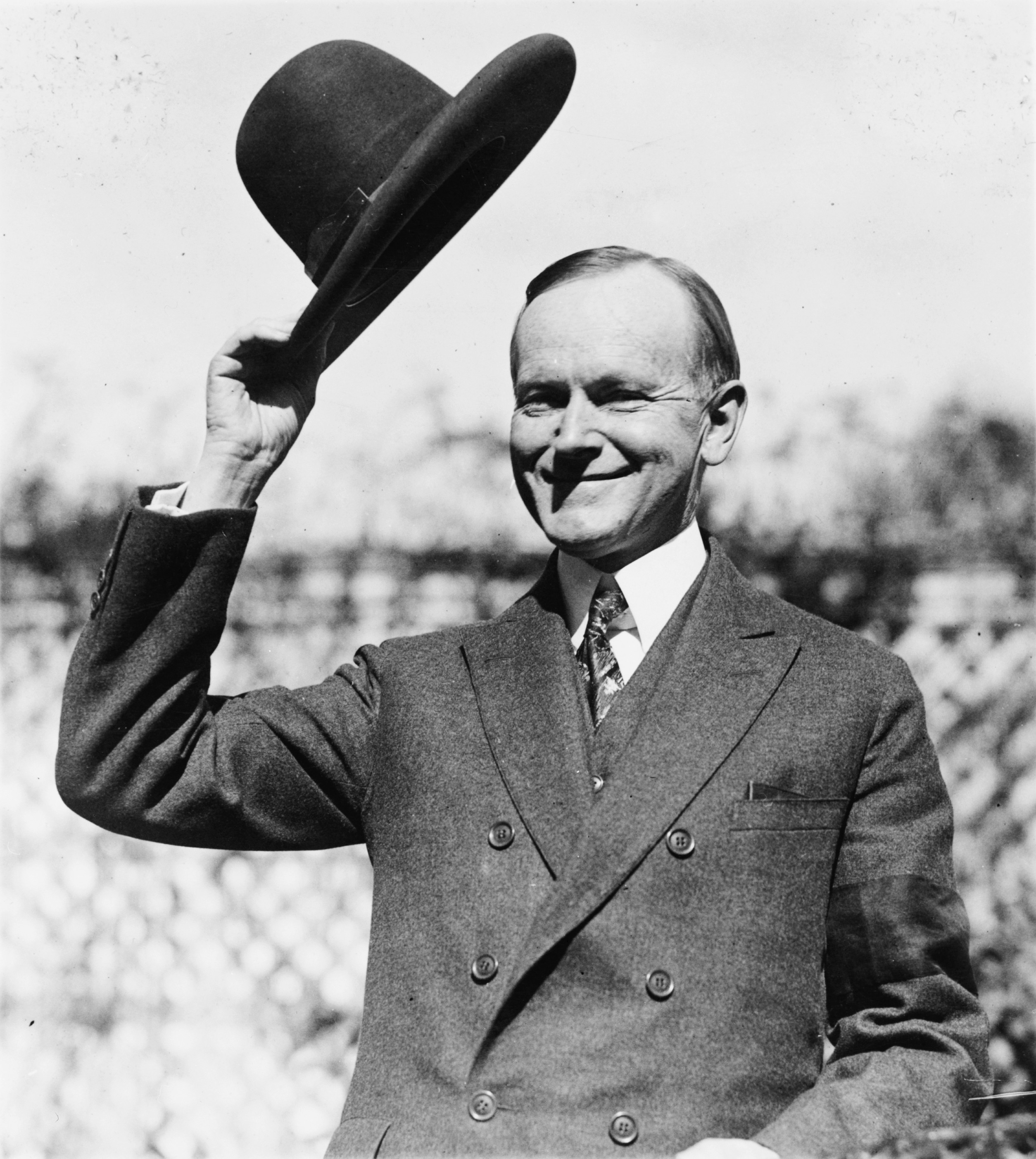
Il presidente degli Stati Uniti Calvin Coolidge saluta levandosi il cappello (1924).

Nelle società occidentali, levarsi il cappello è un segno convenzionale  non verbale di saluto o ringraziamento. Esso viene solitamente effettuato solo dai maschi. Il copricapo, infatti, aveva tradizionalmente per gli uomini la funzione di segnalare un certo rango sociale, e il privarsene rappresentava un gesto di umiltà (così, ad esempio, è d'uso entrare in chiesa a capo scoperto).

## Il gesto
Il gesto può andare dal semplice accenno fatto portando la mano alla tesa del cappello al togliersi il cappello in modo più o meno ostentato, giungendo, nei casi più estremi, ad accompagnare l'atto con un inchino (è soprattutto in questi casi particolarmente ostentati, oggigiorno in disuso se non con valenze ironiche, che in italiano si usa il verbo scappellarsi). Se portato al petto, con un inchino appena accennato, è un gesto di rispetto nei confronti di un conoscente appena deceduto.

## Espressioni verbali
Il gesto ha dato vita ad alcune espressioni verbali, che descrivono l'intenzione di compiere questo atto, in segno di rispetto, solitamente per esprimere ammirazione. Tale è la locuzione italiana "(faccio) tanto di cappello!". A volte è in uso anche il corrispettivo francese "chapeau!" (cappello). Dato il minor legame con la gestualità, l'espressione verbale non è limitata ai soli uomini.
L'espressione corrispondente in inglese, hat tip, è in uso anche nel gergo della blogosfera (cui è pervenuta, come molte altre, dall'ambito anglofono). Viene spesso abbreviata in "HT" o "h/t", o anche scritto "hat-tip". Viene indirizzata dall'autore del blog (o di un post) a qualcuno cui vuole riconoscere il merito di aver portato un importante contributo ad un'attività specifica, di aver segnalato qualcosa di nuovo o interessante, o di aver fatto un intervento significativo.